# Tetragonorrhina
Tetragonorrhina är ett släkte av skalbaggar. Tetragonorrhina ingår i familjen Cetoniidae.
Kladogram enligt Catalogue of Life:
| Tetragonorrhina | \| \| Tetragonorrhina induta \| \| \| \| \| \| Tetragonorrhina peringueyi \| \| \| \| |
|                 | \| \| Tetragonorrhina induta \| \| \| \| \| \| Tetragonorrhina peringueyi \| \| \| \| |
|                 | Tetragonorrhina induta                                                                |
|                 |                                                                                       |
|                 | Tetragonorrhina peringueyi                                                            |
|                 |                                                                                       |

## Bildgalleri

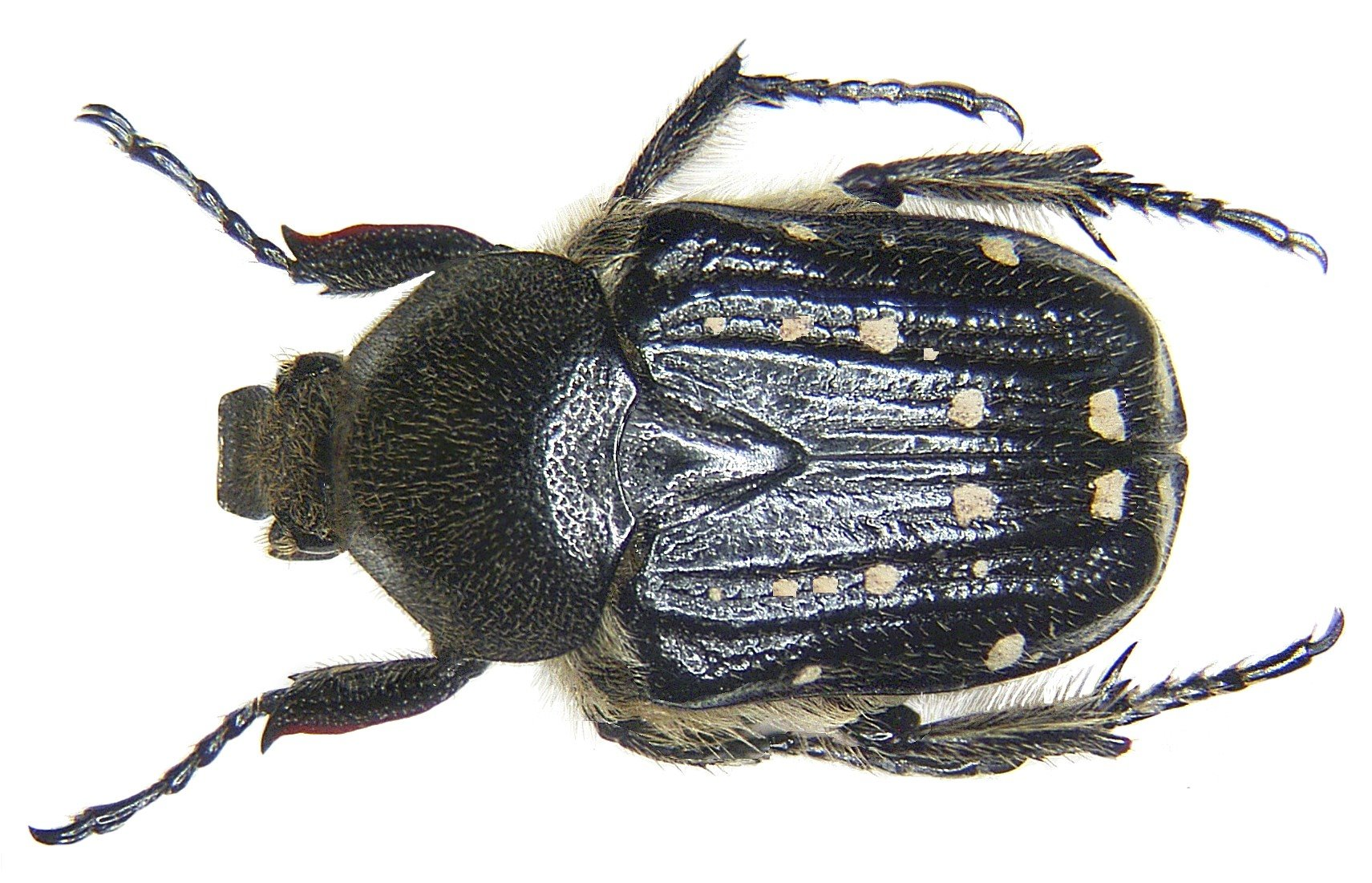